# Hull Stingrays
Les Hull Stingrays sont un club de hockey sur glace de Kingston-upon-Hull en Angleterre. Il évolue dans le Championnat du Royaume-Uni de hockey sur glace.

## Historique
Le club est créé en 2003. Depuis 2007, il joue en EIHL .

## Palmarès
- Aucun titre.